# Marsus (Heiliger)

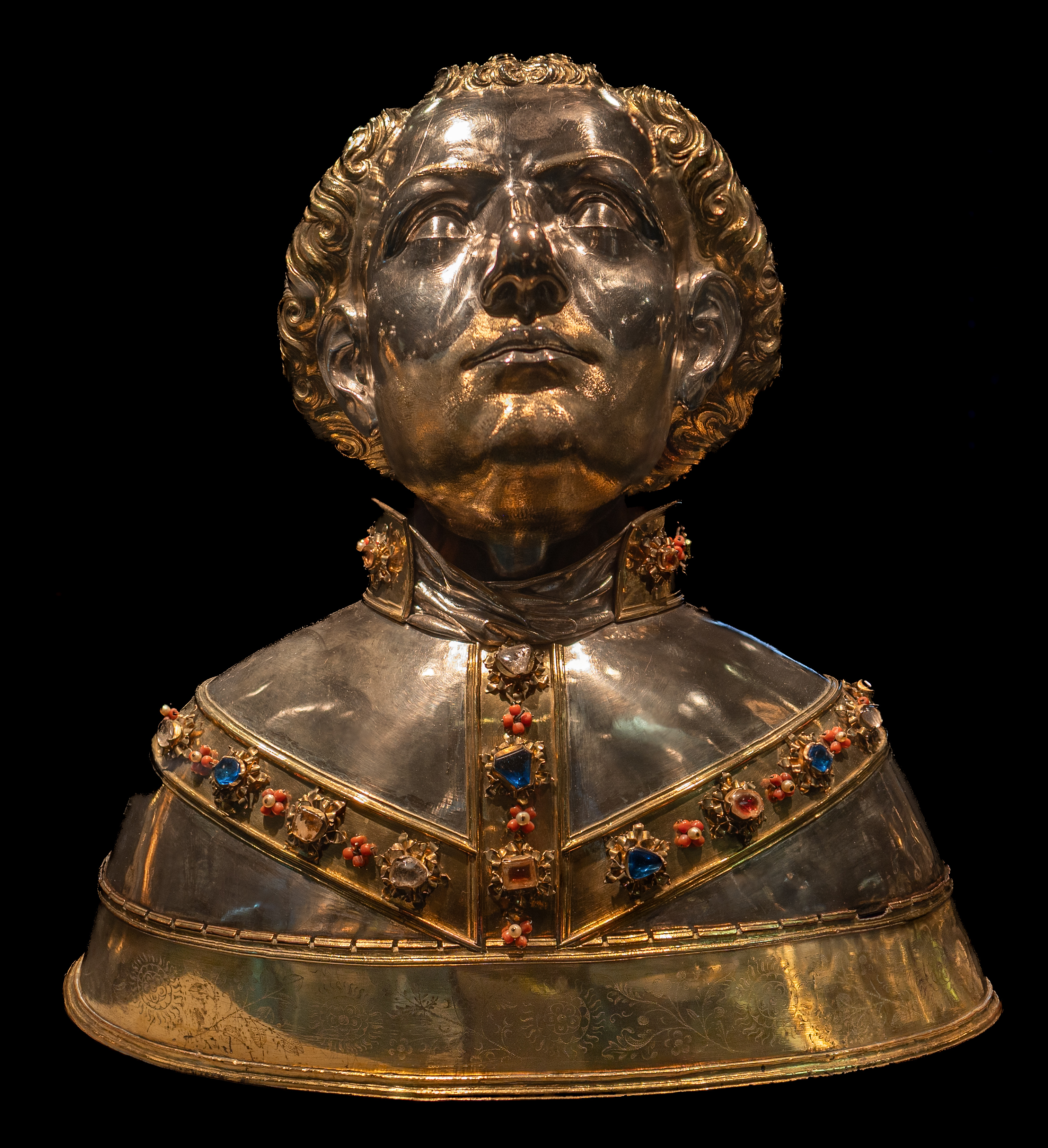
Das Kopfreliquiar des heiligen Marsus im Essener Domschatz (15. Jahrhundert)

Der heilige Marsus war ein römischer Missionar, der der Überlieferung nach im 3. Jahrhundert von Papst Sixtus II. zum Priester geweiht wurde und gemeinsam mit dem heiligen Peregrinus als Bischof, einem Diakon Corcodemus, dem Subdiakon Jovianus und einem weiteren Lektor namens Jovianus nach Gallien geschickt wurde, um das Evangelium zu predigen und die Christen im Glauben zu bestärken. Die Gruppe erreichte das Gebiet um Auxerre und bekehrte dort eine große Zahl von Einwohnern zum Christentum. Peregrinus soll Marsus als Bischof eingesetzt haben und selbst auf eine heidnische Insel weitergezogen sein, wo er den Märtyrertod erlitt. Marsus starb, nachdem er viele Mühen überstanden hatte, an einem 8. Juni oder einem 4. Oktober, und wurde in Auxerre begraben. Den Status eines Heiligen erlangte Marsus als „confessor“. 
Heute fast vergessen, war er im frühen Mittelalter ein wichtiger Heiliger. Zentrum der Verehrung war der sächsische Raum, insbesondere das Stift Essen. Altfrid, Bischof von Hildesheim und Gründer des Stifts Essen, überführte 864 Reliquien des Heiligen von Auxerre an einen unbekannten Ort im Siedlungsgebiet der Sachsen. Eine Predigt, die anlässlich der Ankunft der Reliquien von Altfrid gehalten wurde, blieb erhalten. In der älteren Literatur ist angegeben, Altfrid habe die Reliquien nach Essen überführt, diese Ansicht verkennt jedoch, dass der Prediger seine Zuhörer als Mitbrüder anspricht, was gegen eine religiöse Frauengemeinschaft wie das Stift Essen als Empfänger spricht. Zudem stellt die Predigt Marsus als Vorbild für die Mission dar, religiösen Frauengemeinschaften war jedoch die Mission verboten. Möglicherweise war die Abtei in Corvey Empfänger, da die Marsus-Reliquien später in Essen gemeinsam mit Reliquien der heiligen Liuttrud aufbewahrt wurden, die das Stift Essen aus Corvey erhalten hat.
Das Stift Essen erhielt spätestens zwischen 999 und 1002 aus Lyon Kopf und Brust des Heiligen. Die Translation dieser Reliquien erfolgte mit Hilfe und Vermittlung Ottos III. und des Bischofs von Auxerre Hugo von Chalon, wahrscheinlich in Erfüllung einer Memorialstiftung Ottos und seiner Mutter Theophanu für seinen Vater Otto II. Dieser Zweck der Translation wird aus der überlieferten Inschrift auf dem 1794 verlorengegangenen Marsusschrein des Essener Münsters geschlossen, welchen die Essener Äbtissin Mathilde anfertigen ließ: Hoc opus eximium gemmis auroque decorum / Mechtildis vovit, quae Theophanum quoque solvit / Abbatissa bona Mechthildis chrisea dona / Regi dans regum, quae rex deposcit in aevum / Spiritus ottonis pascit caelestibus oris („Dieses erhabene Werk, mit Gold und Gemmen verziert, hat Mathilde gestiftet, wie sie dieses Theophanu versprochen hat. Die gute Äbtissin Mathilde gibt dies prächtige Geschenk dem König der König, damit der König, der geborgen ist in Ewigkeit, die Seele Ottos, ruhen wird an himmlischen Ufern“).
Marsus wurde in Essen besonders von den Kanonikern verehrt, die die den Stiftsdamen verschlossenen Teile der Liturgie ausführten. Im 15. Jahrhundert wurde der Schädel aus dem Schrein in ein heute noch im Essener Domschatz vorhandenes Büstenreliquiar umgebettet. Dieses folgt der üblichen Ikonographie, indem es den Heiligen als Priester in zeitgenössischer priesterlichen Kleidung abbildet. Während die Schädelreliquie im Zuge der Auslagerung des Domschatzes im Zweiten Weltkrieg verloren ging, befindet sich eine weitere Reliquie des Heiligen im Cosmas und Damian-Reliquiar der Äbtissin Maria Clara von Spaur, Pflaum und Vallier von 1643.
Der Festtag des heiligen Marsus ist der 4. Oktober, auch wenn Marsus an einem 8. Juni gestorben sein soll.
Kirchen, die dem heiligen Marsus geweiht wurden, sind selten. Eine der wenigen Kirche wurde in den 1960ern in Auxerre errichtet. Zur Weihe dieser Kirche wurden Reliquien des Heiligen von Essen nach Auxerre zurückübertragen.